# Jakovlevka (Territorio del Litorale)
Jakovlevka (in russo Яковлевка?) è un villaggio dell'Estremo Oriente russo (Territorio del Litorale). È il centro amministrativo del distretto Jakovlevskij.
Situato sul fiume Arsen'evka, circa 37 km a nord-nord-est di Arsen'ev. La distanza da Vladivostok è di 260 km.